# سيمون زانجيرل
سيمون زانجيرل (بالألمانية: Simon Zangerl)‏ (28 يناير 1990 بالنمسا - ) هو لاعب كرة قدم نمساوي في مركز الوسط. لعب مع نادي واكر إنسبروك (2002) ونادي تيرول.

## وصلات خارجية
- سيمون زانجيرل على موقع قاعدة بيانات كرة القدم.إي يو (الإنجليزية)
- سيمون زانجيرل على موقع Soccerway.com (الإنجليزية)
- سيمون زانجيرل على موقع عالم كرة القدم.نت (الإنجليزية)